# محمد صالح نصيف
محمد صالح  حسن عبد الله نصيف؛ (1310هـ-1393هـ) - (1895م-1973م)  صحفي سعودي وأحد أعيان مدينة جدة ومثقفيها، وعضو سابق بمجلس الشورى السعودي.

## نشأته
ولد في مدينة جدة عام 1313هـ 1895م، درس في الكتاتيب، وحفظ من خلالها القرآن الكريم. وتواصل مع مشايخ وعلماء عصره، كما كان يحضر الحلقات والندوات والمحاضرات. وكان مهتماً بالوضع العربي عامة وعضواً في لجنة إعانة منكوبي فلسطين وشرق الأردن عام 1346هـ، كما كان من اهتماماته بالمجتمع والشباب وشارك في إنشاء «جمعية الطيران العربية» كنادٍ لهواة الطيران.

## الحياة العملية
عايش محمد نصيف التحولات السياسية التي شهدتها المنطقة بعد الحرب العالمية الأولى، وارتقى عدة مناصب بالدولة، وكان منها:
- مديراً للمالية وجمارك جازان، وكان ذلك في عهد وزير المالية الشيخ عبد الله السليمان.
- عُين رئيساً لبلدية مدينة جدة إبان العهد الهاشمي.
- تولى رئاسة الأوقاف في العهد السعودي.
- ثم عُين عضواً لمجلس الشورى السعودي أكثر من مرة.

## بريد الحجاز
كان الشيخ محمد صالح نصيف معاصراً لشيخ محمد بن حسين نصيف؛ الذي كان أحد أبرز علماء السلفية في عهده، وكانت أسرة نصيف من الأسر التي تنفق في سبيل العلم والمعرفة ونشر العلوم الدينية، وفي يوم الاثنين السابع والعشرين من شهر ذي القعدة عام 1350هـ الموافق للرابع من أبريل عام 1932م، أنشأ الشيخ محمد نصيف صحيفة (صوت الحجاز) بذات المبادئ التي أنشأ من خلالها صحيفة (بريد الحجاز)، بل إن البعض يعتبرها امتداداً لها، وكان نصيف المؤسس  وصاحب الامتياز ورأس تحريرها الأستاذ عبد الوهاب آشي.

## الحياة الصحفية
- أسس المطبعة السلفية في مكة المكرمة عام 1347هـ.
- أصدر صحيفة بريد الحجاز بمدينة جدة في عهد الحكومة الهاشمية عام 1343هـ، وتولى إدارتها ورئاسة تحريرها.
- أصدر صحيفة صوت الحجاز بمكة المكرمة عام 1350هـ وتولى رئاسة تحريرها.
- أسس وترأس الشركة العربية للطبع والتوزيع.

## وفاته
في تاريخ وفاة الشيخ محمد صالح نصيف هناك اختلاف؛ فمنهم من يذكر بأنه توفي في جدة عام 1391هـ/ 1971م، ومنهم من يذكر بأنه توفي في عام 1393هـ/ 1973م، وفي ذلك قال ابنه عثمان: إنه قد توفي يوم الخامس من رمضان 1393هـ، الأول من أكتوبر 1973م، عن عمر يناهز الثلاثة والثمانين؛ قضاها في خدمة دينه ووطنه والملوك الذين تعاقبوا في حياته -رحمهم الله- جميعاً.

## انظرأيضاً
- يوسف ياسين
- جون فيلبي

## وصلات خارجية
- محمد صالح نصيف.. رائد الصحافة في الحجاز.
- محمد صالح نصيف.